# Jean-Jacques Beauvarlet-Charpentier
Pour les articles homonymes, voir Beauvarlet Charpentier et Charpentier (homonymie).
Jean-Jacques Beauvarlet-Charpentier, né à Abbeville en Picardie le 28 juin 1734 et mort à Paris le 6 mai 1794, est un claveciniste, organiste et compositeur français. Il compte parmi les organistes les plus célèbres de son temps.

## Biographie
Son père est marchand teinturier, organiste et facteur d’orgues. Vers 1748, la famille s’installe à Lyon. Le père abandonne son métier de marchand et tient l'orgue de l’Hospice de la Charité. En août 1759, Jean-Jacques joue un de ses concertos au Concert Spirituel de Paris.
À la mort de son père en 1763, il lui succède à l’orgue de l’Hospice de la Charité. À partir de la même année, il tient l’orgue aux concerts de l’Académie des beaux-arts de Lyon. Vers 1763, il épouse Marie Bérol, une cantatrice qui fera carrière à Lyon, puis à Paris. En juillet 1766, naît Jacques-Marie, qui deviendra lui aussi organiste et compositeur.
En 1771, la famille se retrouve à Paris, et Jean-Jacques devient organiste de l’Abbaye royale de Saint-Victor. L’année suivante, après concours, il succède à Louis-Claude Daquin à l’orgue de Saint-Paul.
Sa réputation est telle qu’il est invité, aux côtés de Claude Balbastre, Armand-Louis Couperin et Nicolas Séjan, à inaugurer le grand orgue de Saint-Sulpice, refait par François-Henri Clicquot, le 15 mai 1781. En 1788, son fils Jacques-Marie le supplée à Saint-Paul. Finalement, il occupe le poste de titulaire par quartiers de l’orgue de Notre-Dame de Paris de 1783 jusqu’en 1793, à la suppression des cultes. D’après Choron, son départ forcé de Saint-Paul et de Saint-Victor et la destruction des orgues « lui causèrent un chagrin extrêmement profond ; sa santé déclina rapidement. » Il mourut à Paris, le 6 mai 1794, à près de 60 ans.
Parmi ses compositions, signalons ses recueils de sonates pour pianoforte et violon et ses nombreuses pièces d'orgue publiées sous forme de « Journal »..
Il est cousin germain de son compatriote abbevillois, le graveur Jacques-Firmin Beauvarlet qui fit aussi carrière à Paris.

## Œuvres
- 6 Sonates pour clavecin (1764), perdues
- 2 Concertos pour orgue (1765), perdus, signalés par Vallas
- Ier et IIe Recueil d’ariettes d’opéras bouffes pour clavecin, violon obligé, 2 cors ad lib. (v. 1769)
- Op. 1 : Premier livre de pièces de clavecin : La Cécile - La Demargnola - La Nouvelle - La Siran, aria - La Cascastel - La Suzanne - La Remond, aria - La Pestalozi - La Pitras - La Tourrette - La Bressol, aria - Minuetto - La Colesse - La Motet - La Desavenier - La Delaroüe, chasse; Paris et Lyon (v. 1770)
- Op. 2 : 6 Sonates pour clavecin ou pianoforte et violon (1772)
- Op. 3 : 6 Sonates pour clavecin ou pianoforte et violon (1774) ; no. 2 «dans le goût de la simphonie concertante»
- Op. 4 : 3 Sonates pour clavecin ou pianoforte et violon (1775) ; no. 3 «dans le goût de la simphonie concertante»
- Op. 5 : Airs choisis variés pour clavecin ou pianoforte (1776)
- Op. 6 : 6 Fugues pour orgue ou clavecin (1777)
- Op. 7 : 3 Magnificat pour orgue (c1777)
- Op. 8 : 3 Sonates «dans le goût de la simphonie concertante» pour clavecin et violon (1777)
- Op. 9 : IIe Recueil de six airs choisis variés pour clavecin, pianoforte ou harpe (c1778); nos. 4–6 avec violon obligé
- Op. 10 : 2 Concertos pour clavecin ou pianoforte (1778)
- Op. 11 : IIIe Recueil de petits airs choisis et variés pour clavecin, pianoforte ou harpe (1779)
- Op. 12 : IVe Recueil de six airs choisis et variés pour clavecin ou pianoforte ; 2 sont en duo (1782)
- Op. 13 : 12 Noëls variés pour orgue, avec un Carillon des morts (1782)
- Op. 14 : Airs variés pour clavecin ou pianoforte, 4 mains (1782)
- Op. 15 : Messe en sol mineur pour l’orgue (v. 1782)
- Op. 16 : Ier Recueil d’airs tirés de l’opéra de Renaud, arr. pour clavecin ou pianoforte, violon ad lib (1783)
- Op. 17 : IIe Recueil d’airs tirés de l’opéra de Blaise et Babet pour clavecin ou pianoforte (1784)
- Op. 17 : Recueil contenant douze noëls en pot-pourri, O filii et 5 airs variés, suivis de 7 préludes, arr. pour clavecin ou pianoforte (1784)
- Op. 18 : Recueil contenant l’ouverture d’Iphigénie de M. Gluck et six airs variés (1786)
- Op. 19 : Recueil d’airs variés pour le clavecin, perdu, cité dans un catalogue de 1786
- Op. 20 : Ouverture d’Iphigénie [Gluck], arrangée et variée, pour pianoforte (1788), perdue
- Op. 21 : Recueil d’airs connus et variés pour deux pianos (1788), perdu
- Journal d’orgue à l’usage des paroisses et communautés religieuses, 12 parutions, de juin 1784 à mars 1785 :

1re Livraison : Messe en mi mineur (1784)
2e Livraison : Six fugues (1784)
3e Livraison : Deux Magnificat, le premier en sol mineur, le second en sol majeur (1784)
4e Livraison : Messe en ré mineur (1784)
5e Livraison : Quatre hymnes (1784)
6e Livraison : Messe Royale de Dumont en ré mineur, s. d. (1784)
7e Livraison : Quatre hymnes : Opus perigisti, Hymne pour le jour de l’Ascension - Veni Creator, Hymne pour le jour de la Pentecôte - Pange lingua, Hymne pour le jour de la Fête-Dieu - Hymne pour la Dédicace de l’Église.
8e Livraison : Plusieurs proses pour les principales fêtes de l’année.
9e Livraison : Deux Magnificat, le 1er en Fa majeur du 6e ton, le 2e en Ré majeur du 7e, avec un Carillon des Morts « pour le Gloria Patri au Magnificat de la Toussaint », s. d. (entre décembre 1784 et mars 1785)
10e Livraison : Messe en sol mineur
11e Livraison : Deux Magnificat, le 1er en sol majeur (8e ton), le 2e en ré mineur (1er ton) où l'on trouvera des noëls variés.
12e Livraison : Trois hymnes : pour le jour de S. Jean-Baptiste - pour l’Assomption - pour l’Avent (Conditor) ; 4 Grands Chœurs pour les rentrées de procession, les jours de grandes fêtes.
- Airs et arrangements in « Feuilles de Terpsichore », Journal hebdomadaire, etc. (1782–93)

### Discographie
- Jean-Jacques Beauvarlet-Charpentier, œuvres pour orgue. Marina Tchebourkina aux grandes orgues historiques de l’Abbatiale Sainte-Croix de Bordeaux. CD I–II. — Paris : Natives, 2007.  (EAN 3760075340087)

### Partitions gratuites
- « Jean-Jacques Beauvarlet-Charpentier » (partitions libres de droits), sur l'IMSLP